# Franco Bonaiuti
Franco Bonaiuti (Fiesole, 4 dicembre 1920 – Fiesole, 20 giugno 2007) è stato un architetto italiano.

## Biografia
Bonaiuti si diplomò all'Istituto d'arte di Porta Romana a Firenze e si iscrisse alla facoltà di architettura dell'ateneo fiorentino durante gli anni della guerra, laureandosi nel 1948 con Giovanni Michelucci. Nel clima della ricostruzione post-bellica realizza diversi edifici residenziali a Firenze e nei dintorni: via delle Montalve (1956), via Alamanni (1957), via Masaccio (1959) a Firenze; case unifamiliari a Fiesole (1949), edifici plurifamiliari a Pian di Scò, nella provincia di Arezzo (1953).
Tra il 1963 e il 1965 realizzò le abitazioni sul lungarno Cellini e a Bellosguardo, a Firenze, dove emerge chiaramente l'attenzione di Bonaiuti all'inserimento del moderno nel contesto urbano, alla ricerca di un equilibrio formale e di una qualità ottenuta attraverso il rispetto dei metodi artigianali che aveva appreso nella falegnameria di famiglia. Nel 1968 realizzò l'edificio per uffici e quartieri di civile abitazione in via Quintino Sella e nel 1969 quello in via Leone X, a Firenze.
Bonaiuti si occupò anche di urbanistica, realizzando varie lottizzazioni nella zona di Fiesole e il piano particolareggiato degli isolati fra via Rossellini e via Dei (1970) e fra via Galliano, via Maragliano e via Spontini (1972) a Firenze. Nel 1976 si occupò della ristrutturazione del complesso dell'Istituto universitario europeo a San Domenico di Fiesole; insieme a Carlo Chiappi progettò il centro scolastico di Pontassieve e di Borgo San Lorenzo nel 1979. Fra il 1976 e il 1989 si dedicò alla ristrutturazione dei palazzi Panciatichi e Capponi-Covoni, in via Cavour a Firenze, destinati a sede del Consiglio regionale della Toscana.
In gruppo con Italo Gamberini, Rino Vernuccio e Loris Macci realizzò la nuova sede dell'Archivio di Stato di Firenze in piazza Beccaria, fra il 1978 e il 1982.
Accanto all'attività professionale Bonaiuti fu anche membro del comitato tecnico amministrativo del Provveditorato alle opere pubbliche della Toscana dal 1969, iscritto all'albo dei progettisti GESCAL, collaudatore di opere eseguite per il comune di Firenze e per il comune di Fiesole.